# Cynosurus echinatus
La grama estrellada (Cynosurus echinatus) es una especie de plantas de la familia de las poáceas. Es originaria de la Europa Mediterránea, pero se ha extendido por el resto de Europa y otras partes del mundo.

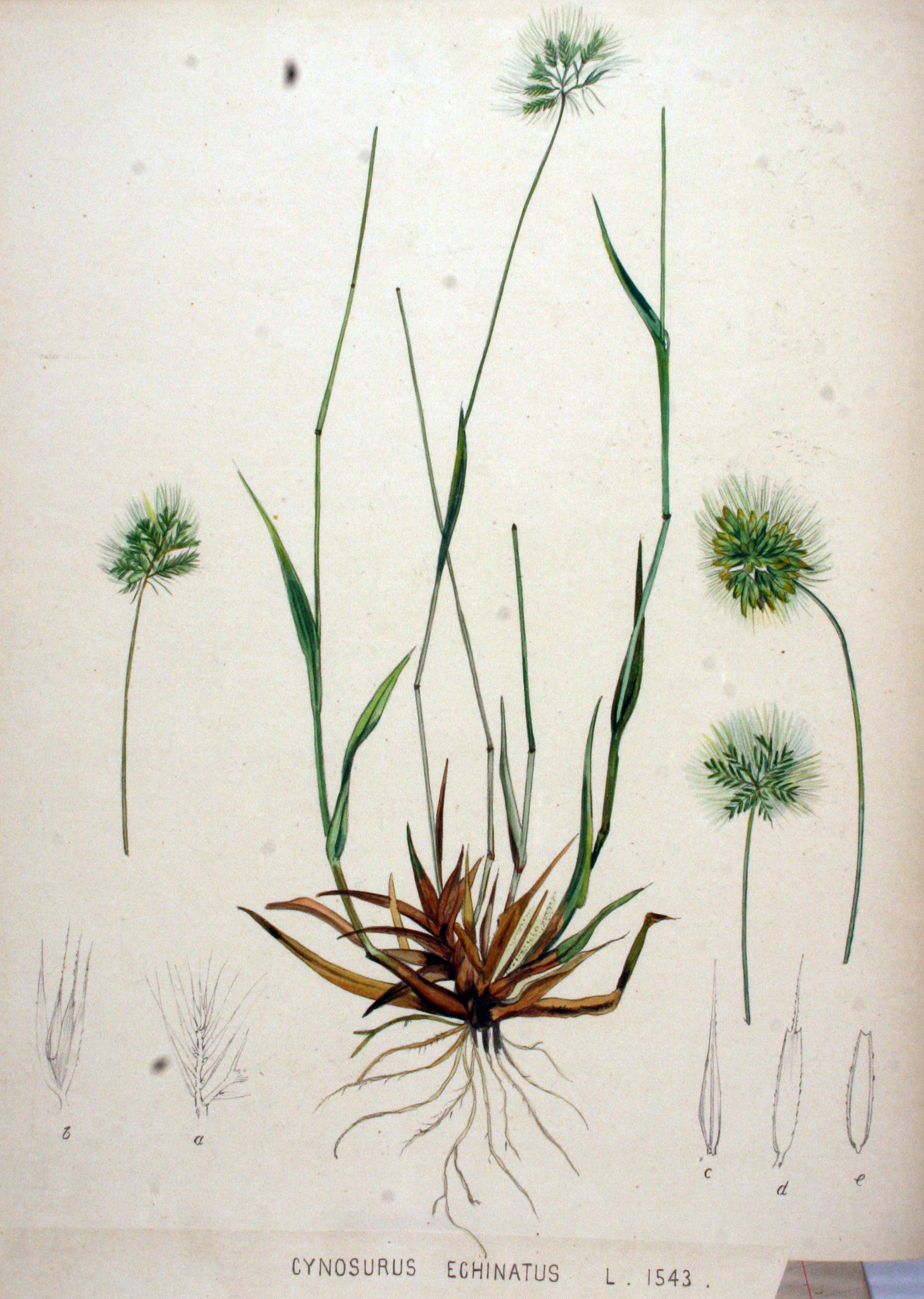
Ilustración

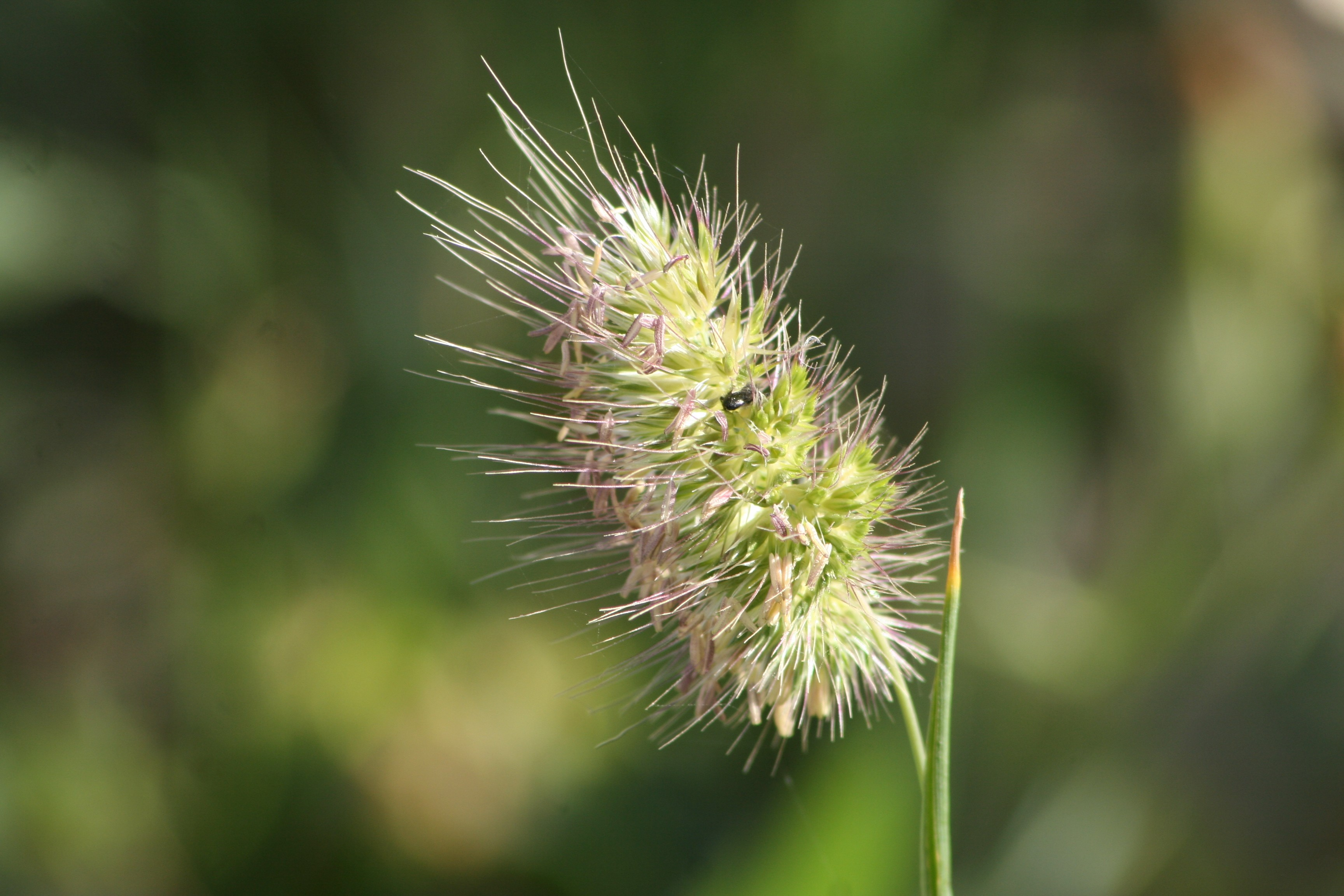
Detalle de la espiga

## Descripción
Hierba anual, de tallos lisos, erectos, de 10-50  cm de altura.
Hojas lineares planas de 3-9 mm de anchura. Espiguillas largamente aristadas de dos tipos (fértiles y estériles), de 8-10 mm de longitud, con varias flores que se disponen formando una panícula densa y unilateral de hasta 4 cm de longitud. Fruto del mismo tipo que los cereales (cariopsis). Florece en primavera y verano.

## Hábitat
Muy frecuente en melojares y pinares, así como en los claros de los mismos. Se trata de una planta apetecible para el ganado.

## Taxonomía
Cynosurus echinatus fue descrita por Carlos Linneo y publicado en Species Plantarum 1: 72–73. 1753.
Etimología
Cynosurus: nombre genérico que deriva de las palabras griegas κυνός kynos, "perro" y de ουρά oura, "cola", refiriéndose a la  forma de la panícula.
echinatus: epíteto latino que significa "espinoso"
Citología
Número de cromosomas de Cynosurus echinatus (Fam. Gramineae) y táxones infraespecíficos:  2n=14
Sinonimia
- Falona echinata (L.) Dumort.
- Phalona echinata (L.) Dumort.[1]
- Chrysurus echinatus (L.) P.Beauv.
- Chrysurus giganteus Ten.
- Cynosurus castagnei Jord. ex Martrin-Donos
- Cynosurus giganteus Nyman
- Cynosurus hystrix Pomel
- Cynosurus pygmaeus Porta
- Phalona castagnei Fourr.[5][6]

## Nombres comunes
- Castellano: cola de perro (4), grama estrellada.[7]